# Leiostyla simulator
Leiostyla simulator је пуж из реда Stylommatophora.

## Угроженост
Ова врста је крајње угрожена и у великој опасности од изумирања.

## Распрострањење
Ареал врсте је ограничен на једну државу. 
Португал је једино познато природно станиште врсте.